# Мигриггъянгджам-Цо
Запросы «Чибчанг» и «Чибчанг-Цо» перенаправляются сюда.
Мигриггъянгджам-Цо (англ. Migriggyangzham Co, Chibuzhang Co, Chibzhang Co, кит. 赤布张错, 米提江占木錯, 又名赤布張錯) — бессточное озеро в Китае.
По центральной части озера проходит административная граница Тибетского автономного района и провинции Цинхай.
Находится между хребтом Дзурхэн-Ула (на севере) и хребтом Тангла (на юге).
В озеро впадает несколько рек, включая Хайчи-Гол. Также Мигриггъянгджам-Цо на западе соединено перемычкой с озером Дорсёдонг-Цо, образуя с ним единую водную систему, с общим уровнем воды — 4989 метров НУМ). Озёра Мигриггъянгджам-Цо и Дорсёдонг-Цо могут рассматриваться как одно озеро, на некоторых картах их также могли обозначать как озеро Чибчанг или Чибчанг-Цо.
В водосборный бассейн Мигриггъянгджам-Цо входит ряд крупных озёр.

## См.также
- Озёра Китая